# Keegan Murray
Keegan Mitchell Murray (Cedar Rapids, 19 agosto 2000) è un cestista statunitense, professionista con i Sacramento Kings nella NBA.

## High school
Murray ha giocato a basket per la Prairie High School di Cedar Rapids, Iowa. All'ultimo anno ha registrato una media di 20,3 punti e 7,2 rimbalzi a partita ed è stato nominato Metro Player of the Year. Murray ha trascorso un anno di specializzazione alla DME Academy di Daytona Beach, in Florida, per ottenere maggiore visibilità. Ha registrato una media di 22,1 punti e 7,5 rimbalzi a partita e si è guadagnato il titolo di miglior giocatore al National Prep School Invitational. Reclutato con tre stelle, si è impegnato a giocare a basket al college per l'Iowa.

## College
Il 2 gennaio 2021, Murray ha registrato un season-high da matricola con 14 punti, nove rimbalzi, tre rubate e tre blocchi nella vittoria 77-75 contro i Rutgers. Come rookie, ha registrato una media di 7,2 punti, 5,1 rimbalzi e 1,3 blocchi a partita, guadagnandosi i riconoscimenti della Big Ten All-Freshman Team. Il 16 novembre 2021, Murray ha realizzato 27 punti, 21 rimbalzi e quattro blocchi in una vittoria 86-69 contro North Carolina Central. È stata la prima partita da 20 punti e 20 rimbalzi di un giocatore di Iowa dopo Bruce King nel 1977. Il 29 novembre, durante la vittoria per 75-74 contro Virginia, subisce un infortunio alla caviglia che lo costringe a saltare una partita. Il 18 dicembre Murray ha segnato 35 punti nella vittoria 94-75 contro Utah State. Il 13 febbraio 2022, in una vittoria per 98-75 contro Nebraska, ha realizzato un career-high di 37 punti. Da sophomore, Murray è stato nominato nel First Team All-Big Ten e ha vinto il Karl Malone Award come miglior power forward della nazione. Il 29 marzo 2022 Murray si è dichiarato per il Draft NBA 2022, rinunciando all'eleggibilità universitaria.
Dopo queste due stagioni con gli Iowa Hawkeyes, nel 2022 si dichiara per il Draft NBA, venendo selezionato con la quarta scelta assoluta dai Sacramento Kings.

## Statistiche

### NCAA
| Anno      | Squadra       | PG | PT | MP   | TC%  | 3P%  | TL%  | RP  | AP  | PRP | SP  | PP   |
| --------- | ------------- | -- | -- | ---- | ---- | ---- | ---- | --- | --- | --- | --- | ---- |
| 2020-2021 | Iowa Hawkeyes | 31 | 4  | 17,9 | 50,6 | 29,6 | 75,5 | 5,1 | 0,5 | 0,8 | 1,3 | 7,2  |
| 2021-2022 | Iowa Hawkeyes | 35 | 35 | 31,9 | 55,4 | 39,8 | 74,7 | 8,7 | 1,5 | 1,3 | 1,9 | 23,5 |
| Carriera  | Carriera      | 66 | 39 | 25,3 | 54,3 | 37,3 | 74,9 | 7,0 | 1,0 | 1,0 | 1,6 | 15,8 |

#### Massimi in carriera
- Massimo di punti: 37 vs Nebraska-Lincoln (13 febbraio 2022)[14]
- Massimo di rimbalzi: 21 vs North Carolina Central (16 novembre 2021)
- Massimo di assist: 4 vs Alabama State (18 novembre 2021)
- Massimo di palle rubate: 3 (7 volte)
- Massimo di stoppate: 5 vs Longwood (9 novembre 2021)
- Massimo di minuti giocati: 40 (2 volte)

### NBA

#### Regular Season
| Anno      | Squadra          | PG  | PT  | MP   | TC%  | 3P%  | TL%  | RP  | AP  | PRP | SP  | PP   |
| --------- | ---------------- | --- | --- | ---- | ---- | ---- | ---- | --- | --- | --- | --- | ---- |
| 2022-2023 | Sacramento Kings | 80  | 78  | 29,8 | 45,3 | 41,1 | 76,5 | 4,6 | 1,2 | 0,8 | 0,5 | 12,2 |
| 2023-2024 | Sacramento Kings | 77  | 77  | 33,6 | 45,4 | 35,8 | 83,1 | 5,5 | 1,7 | 1,0 | 0,8 | 15,2 |
| 2024-2025 | Sacramento Kings | 76  | 76  | 34,3 | 44,4 | 34,3 | 83,3 | 6,7 | 1,4 | 0,8 | 0,9 | 12,4 |
| Carriera  | Carriera         | 233 | 231 | 32,5 | 45,1 | 37,2 | 81,2 | 5,6 | 1,4 | 0,9 | 0,7 | 13,3 |

#### Play-off
| Anno     | Squadra          | PG | PT | MP   | TC%  | 3P%  | TL%  | RP  | AP  | PRP | SP  | PP  |
| -------- | ---------------- | -- | -- | ---- | ---- | ---- | ---- | --- | --- | --- | --- | --- |
| 2023     | Sacramento Kings | 7  | 7  | 27,7 | 44,8 | 37,5 | 66,7 | 6,3 | 0,7 | 0,6 | 0,3 | 9,7 |
| Carriera | Carriera         | 7  | 7  | 27,7 | 44,8 | 37,5 | 66,7 | 6,3 | 0,7 | 0,6 | 0,3 | 9,7 |

#### Massimi in carriera
- Massimo di punti: 47 vs Utah Jazz (16 dicembre 2023)[15]
- Massimo di rimbalzi: 14 vs Oklahoma City Thunder (20 gennaio 2023)
- Massimo di assist: 6 vs Phoenix Suns (14 febbraio 2023)
- Massimo di palle rubate: 3 (6 volte)
- Massimo di stoppate: 3 (volte)
- Massimo di minuti giocati: 46 vs Orlando Magic (3 gennaio 2024)

## Palmarès
- Karl Malone Award: 1

2022
- NBA Summer League MVP: 1

2022
- NBA All-Rookie Team (First Team): 1

2023